# Expédition de Ghalib ibn Abdullah al-Laithi (Mayfah)
Pour les articles homonymes, voir Expédition de Ghalib ibn Abdullah al-Laithi.
Expédition de Ghalib ibn Abdullah al-Laithi à Mayfah se déroula en janvier 629 AD, 9e Mois 7AH, du Calendrier Islamique,.